# 王德三、吴澄、马登云三烈士墓
王德三、吴澄、马登云三烈士墓位于中国云南省昆明市盘龙区（原属官渡区）茨坝街道黑龙潭社区黑龙潭公园内，安葬着云南省早期的三位中国共产党成员：
- 王德三（1898-1930）云南祥云县人。1925年加入中国共产党，1928年任中共云南省临时工作委员会书记。1930年12月31日因遭人举报被捕遇害。
- 吴澄（1900-1930）昆明人。1926年加入中国共产党，历任云南特支特委临时工委省委委员。1930年10月24日被捕，12月31日遇害。
- 马登云（1910-1929）昆明人，回族。1927年计入中国共产党，1929年任明德小学校长。1929年9月因在集会上散发传单而被捕牺牲。

三人原安葬于黑龙潭公园后山，1983年12月迁葬于现址。1965年云南省人民委员会公布为第一批省级文物保护单位。